# Pachycephala ornata
Pachycephala ornata és un ocell passeriforme de la família dels paquicefàlids (Pachycephalidae) endèmic de Nendö, així com de les illes Reef i Duff a les illes Santa Cruz de l'oceà Pacífic occidental. Anteriorment, es considerava una subespècie de la xiuladora de Temotu.

## Taxonomia
Pachycephala ornata Va ser descrit formalment el 1932 per l'ornitòleg estatunidenc Ernst Mayr basant-se en exemplars recollits durant l'Expedició Whitney a la Mar del Sud (1920-1941) a l'illa Nendö a les illes Santa Cruz. Aquestes illes formen part de les illes Salomó, a l'oceà Pacífic. Mayr considerava els exemplars una subespècie del que ara és la xiuladora daurada i va encunyar el nom trinomial Pachycephala pectoralis ornata. L'epítet específic «ornata» és llatí i significa “ornat”, “adornat”, “decorat”, “esplèndid” o “embellit”. Pachycephala ornata es considerava anteriorment una subespècie de la xiuladora de Temotu (Pachycephala vanikorensis), però ara es classifica com una espècie separada basant-se en l'anàlisi de la seqüència d'ADN i les diferències en el plomatge. L'espècie és monotípica: no es reconeix cap subespècie.